# Мороз Юрій Леонтійович
Ю́рій Лео́нтійович Моро́з (нар. 8 серпня 1970, м. Сміла, УРСР, СРСР) — колишній радянський та український футболіст, захисник. Найбільш відомий завдяки виступам у складі київського «Динамо» та роботі на посаді тренера юнацької збірної України. Майстер спорту СРСР (1987). Заслужений тренер України (2009). Чемпіон світу серед юнацьких команд (1987), чемпіон Європи серед юнацьких команд (1987). Нині — тренер.

## Клубна кар'єра
Вихованець ДЮСШ (Сміла), де навчався футболу під керівництвом А. С. Кривенка і республіканського спортінтернату, в якому тренувався у Федора Медвідя.
На дорослому рівні розпочав грати у нижчоліговому СКА (Київ), а 1987 року потрапив до складу «Динамо» (Київ), де тривалий час грав виключно за дублерів. Дебютував за першу команду «біло-синіх» в 1990 році. Всього провів у складі київського «Динамо» 58 матчів (8 з них у єврокубках) і забив один гол.
У 1993 році пограв у вищій лізі за рівненський «Верес», після чого тривалий час виступав за кордоном, спочатку в ізраїльських клубах, а потім російських.
Завершував кар'єру на батьківщині у клубах вищої ліги «Закарпаття» (Ужгород) та «Ворскла» (Полтава).

## Виступи у збірній
Юрій Мороз постійно викликався до лав юнацьких збірних СРСР: у 1987 році він став переможцем світової першості серед 17-річних та срібним призером чемпіонату Європи у тій же віковій групі. Два роки потому брав участь у молодіжному чемпіонаті світу у Саудівській Аравії.
У складі олімпійської збірної СРСР Мороз провів одну гру, відігравши 90 хвилин у відбірковому матчі XXV Олімпіади проти норвежців.
| 01. | 11.09.1990 | СРСР | «Локомотив», Москва | СРСР (олімп.) — Норвегія (U21) | 2-2 | Відбірковий турнір ОІ-1992 |  |  |  |

Після розпаду СРСР Юрій Мороз отримав українське громадянство та вирішив виступати саме за збірну України. Проте провів у складі головної команди країни лише один матч — у червні 1992 на виїзді проти збірної США.
| 01. | 27.06.1992 | США | «Ратгерс Стедіум», Піскатавей | США — Україна | 0-0 | Товариський матч |  |  |  |

## Тренерська робота
Як тренер працював з юнацькими збірними України U-17, U-18 і U-19.
З сезону 2014/15 став працювати у київському «Динамо», де спочатку був асистентом молодіжної команди. У сезоні 2016/17 був головним тренером юнацької команди «Динамо» (U-19), після чого очолив молодіжну команду клубу, яку тренував до її розформування у червні 2021 року
З 26 червня 2021 року до 30 грудня 2021 року — головний тренер одеського «Чорноморця».

## Досягнення
Клубні трофеї
 /  Динамо (Київ)
- Срібний призер чемпіонату України (1): 1992
- Чемпіон СРСР серед дублерів (1): 1990

 Юнацька збірна СРСР
- Чемпіон світу (U-16) (1): 1987
- Віце-чемпіон Європи серед юнацьких команд (1): 1987

Особисті досягнення
- Майстер спорту СРСР (1987)
- Заслужений тренер України (2009)